# Echinodorus cylindricus
Echinodorus cylindricus är en svaltingväxtart som beskrevs av Karel Rataj. Echinodorus cylindricus ingår i släktet Echinodorus och familjen svaltingväxter. Inga underarter finns listade.